# Campionato mondiale di football americano 2011
Il campionato mondiale di football americano 2011 (in lingua inglese 2011 American Football World Championship), noto anche come Austria 2011 in quanto disputato in tale Stato, è stata la quarta edizione del campionato mondiale di football americano per squadre nazionali maggiori maschili organizzato dalla IFAF.
Ha avuto inizio l'8 luglio 2011, e si è concluso il 16 luglio 2011 all'Ernst-Happel-Stadion di Vienna.

## Stadi
Distribuzione degli stadi del campionato mondiale di football americano 2011
| Innsbruck                                                                     | Graz                     | Vienna                    |
| ----------------------------------------------------------------------------- | ------------------------ | ------------------------- |
| Tivoli-Neu Stadion                                                            | UPC-Arena                | Ernst-Happel-Stadion      |
| 47°15′21″N 11°24′39″E                                                         | 47°02′46″N 15°27′16″E    | 48°12′25.8″N 16°25′13.9″E |
| Capacità: 30 000                                                              | Capacità: 15 400         | Capacità: 53 008          |
| Altitudine: 574 m s.l.m.                                                      | Altitudine: 359 m s.l.m. | Altitudine:               |
|                                                                               |                          |                           |
| Tivoli-Neu Stadion (Innsbruck) UPC-Arena (Graz) Ernst-Happel-Stadion (Vienna) |                          |                           |

## Squadre partecipanti
Sono presenti tutte le nazionali che hanno vinto almeno una volta il titolo mondiale (ossia Giappone e Stati Uniti).
| Pr. | Squadra     | Data di qualificazione | Qualificata in quanto       | Ultima partecipazione |
| --- | ----------- | ---------------------- | --------------------------- | --------------------- |
| 1   | Austria     | 4 luglio 2009          | Nazione organizzatrice      |                       |
| 2   | Stati Uniti | 15 luglio 2007         | 1ª class. al Mondiale 2007  | Giappone 2007         |
| 3   | Germania    | 29 luglio 2010         | 1ª class. al Europeo A 2010 | Giappone 2007         |
| 4   | Francia     | 27 luglio 2010         | 2ª class. al Europeo A 2010 | Giappone 2007         |
| 5   | Messico     |                        |                             | Germania 2003         |
| 6   | Giappone    | 26 febbraio 2011       |                             | Giappone 2007         |
| 7   | Australia   |                        |                             | Italia 1999           |
| 8   | Canada      |                        |                             |                       |

## Gironi
| Girone A    | Girone B |
| ----------- | -------- |
| Stati Uniti | Giappone |
| Messico     | Canada   |
| Germania    | Austria  |
| Australia   | Francia  |

## Risultati

### Fase a gironi

#### Gruppo A
| Innsbruck 8 luglio 2011, ore 15:00 UTC+2 Incontro 1 | Stati Uniti | 61 – 0 (13-0 21-0 13-0 14-0) referto | Australia | Tivoli-Neu Stadion (6.000 spett.) |

| Innsbruck 8 luglio 2011, ore 19:00 UTC+2 Incontro 2 | Germania | 15 – 22 (0-7 7-3 0-2 8-10) referto | Messico | Tivoli-Neu Stadion (4.500 spett.) |

| Innsbruck 10 luglio 2011, ore 15:00 UTC+2 Incontro 5 | Messico | 65 – 0 (7-0 21-0 25-0 12-0) referto | Australia | Tivoli-Neu Stadion (5.000 spett.) |

| Innsbruck 10 luglio 2011, ore 19:00 UTC+2 Incontro 6 | Germania | 7 – 48 (0-7 7-21 0-20 0-0) referto | Stati Uniti | Tivoli-Neu Stadion (6.800 spett.) |

| Innsbruck 12 luglio 2011, ore 15:00 UTC+2 Incontro 9 | Germania | 30 – 20 (14-7 9-7 0-6 7-0) referto | Australia | Tivoli-Neu Stadion (1.500 spett.) |

| Innsbruck 12 luglio 2011, ore 19:00 UTC+2 Incontro 10 | Stati Uniti | 17 – 7 (0-0 0-10 7-0 0-7) referto | Messico | Tivoli-Neu Stadion (4.800 spett.) |

| Squadra     | G | V | S | PF  | PS  | DP   |
| ----------- | - | - | - | --- | --- | ---- |
| Stati Uniti | 3 | 3 | 0 | 126 | 14  | +112 |
| Messico     | 3 | 2 | 1 | 94  | 32  | +62  |
| Germania    | 3 | 1 | 2 | 52  | 90  | -38  |
| Australia   | 3 | 0 | 3 | 20  | 156 | -136 |

#### Gruppo B
| Graz 8 luglio 2011, ore 15:00 UTC+2 Incontro 3 | Austria | 6 – 24 (0-0 6-17 0-0 0-7) referto | Giappone | UPC-Arena (6.000 spett.) |

| Graz 8 luglio 2011, ore 19:00 UTC+2 Incontro 4 | Francia | 10 – 45 (7-7 3-17 0-7 0-14) referto | Canada | UPC-Arena (5.000 spett.) |

| Graz 10 luglio 2011, ore 15:00 UTC+2 Incontro 7 | Giappone | 35 – 10 (7-0 14-0 7-7 7-3) referto | Francia | UPC-Arena (2.500 spett.) |

| Graz 10 luglio 2011, ore 19:00 UTC+2 Incontro 8 | Canada | 36 – 14 (7-0 7-0 7-0 15-14) referto | Austria | UPC-Arena (4.500 spett.) |

| Graz 12 luglio 2011, ore 15:00 UTC+2 Incontro 11 | Canada | 31 – 27 (7-7 10-7 0-6 14-7) referto | Giappone | UPC-Arena (2.000 spett.) |

| Graz 12 luglio 2011, ore 19:00 UTC+2 Incontro 12 | Austria | 16 – 24 (0-0 3-0 0-17 13-7) referto | Francia | UPC-Arena (4.800 spett.) |

| Squadra  | G | V | S | PF  | PS | DP  |
| -------- | - | - | - | --- | -- | --- |
| Canada   | 3 | 3 | 0 | 112 | 51 | +61 |
| Giappone | 3 | 2 | 1 | 86  | 47 | +39 |
| Francia  | 3 | 1 | 2 | 44  | 96 | -52 |
| Austria  | 3 | 0 | 3 | 36  | 84 | -48 |

### Finale per il 7º posto
| Vienna 15 luglio 2011, ore 15:00 UTC+2 Incontro 13 | Australia | 10 – 48 (0-14 3-14 7-6 0-14) referto | Austria | Ernst-Happel-Stadion (4.128 spett.) |

### Finale per il 5º posto
| Vienna 16 luglio 2011, ore 15:00 UTC+2 Incontro 14 | Germania | 21 – 17 (0-0 7-7 7-7 7-3) referto | Francia | Ernst-Happel-Stadion (16.800 spett.) |

### Finale per il 3º posto
| Vienna 15 luglio 2011, ore 19:00 UTC+2 Incontro 15 | Messico | 14 – 17 (0-0 7-10 0-7 7-0) referto | Giappone | Ernst-Happel-Stadion (4.128 spett.) |

### Finale
| Vienna 15 luglio 2011, ore 19:00 UTC+2 Incontro 16 | Stati Uniti | 50 – 7 (7-0 30-7 13-0 0-0) referto | Canada | Ernst-Happel-Stadion (20.000 spett.) |

## Campione
| Campione del Mondo 2011 Stati Uniti (2º titolo) |

## Statistiche Individuali

### Passing
| #  | Giocatore            | Att | Comp | YDS | TD | INT |
| -- | -------------------- | --- | ---- | --- | -- | --- |
| 1  | Michael Faulds       | 69  | 48   | 644 | 5  | 2   |
| 2  | Joachim Ullrich      | 80  | 45   | 635 | 4  | 5   |
| 3  | Cody Hawkins         | 67  | 47   | 623 | 3  | 1   |
| 4  | Max Sprauel          | 77  | 43   | 458 | 5  | 1   |
| 5  | Rodrigo Pérez Ojeda  | 49  | 32   | 402 | 2  | 0   |
| 6  | Tetsuo Takata        | 57  | 32   | 392 | 2  | 1   |
| 7  | Christoph Gross      | 72  | 31   | 377 | 1  | 4   |
| 8  | Kiernan Dorney       | 51  | 25   | 347 | 3  | 0   |
| 9  | Bruno Daniel Marques | 41  | 21   | 322 | 2  | 2   |
| 10 | Thomas Haider        | 20  | 11   | 179 | 2  | 2   |

### Receiving
| #  | Giocatore            | No. | YDS | TD | Long |
| -- | -------------------- | --- | --- | -- | ---- |
| 1  | Niklas Römer         | 14  | 253 | 2  | 50   |
| 2  | Nate Kmic            | 6   | 236 | 1  | 53   |
| 3  | Jose Antonio Alfonso | 13  | 226 | 1  | 76   |
| 4  | Scott Valberg        | 13  | 189 | 1  | 52   |
| 5  | Shamawd Chambers     | 13  | 174 | 2  | 47   |
| 6  | Jakob Dieplinger     | 9   | 173 | 2  | 54   |
| 7  | Michihiro Ogawa      | 9   | 157 | 1  | 38   |
| 8  | Óscar Ruiz           | 12  | 152 | 1  | 44   |
| 9  | Jeremy Rabot         | 10  | 139 | 2  | 71   |
| 10 | Locklan Gilbert      | 5   | 134 | 2  | 76   |